# Mark Wilson (músico)
Mark Wilson é um baixista australiano, mais conhecido por integrar a banda de rock Jet.
Wilson, usualmente, toca um Fender Precision, com palheta. Ele também toca piano, percussão, sintetizadores e harmônica na banda, além de fazer vocais de apoio.